# Comitatul Tyrone
Tyrone (irlandeză Contae Tír Eoghain) este unul dintre cele șase comitate ale Irlandei ce formează Irlanda de Nord.